# Abalakov (escalade)

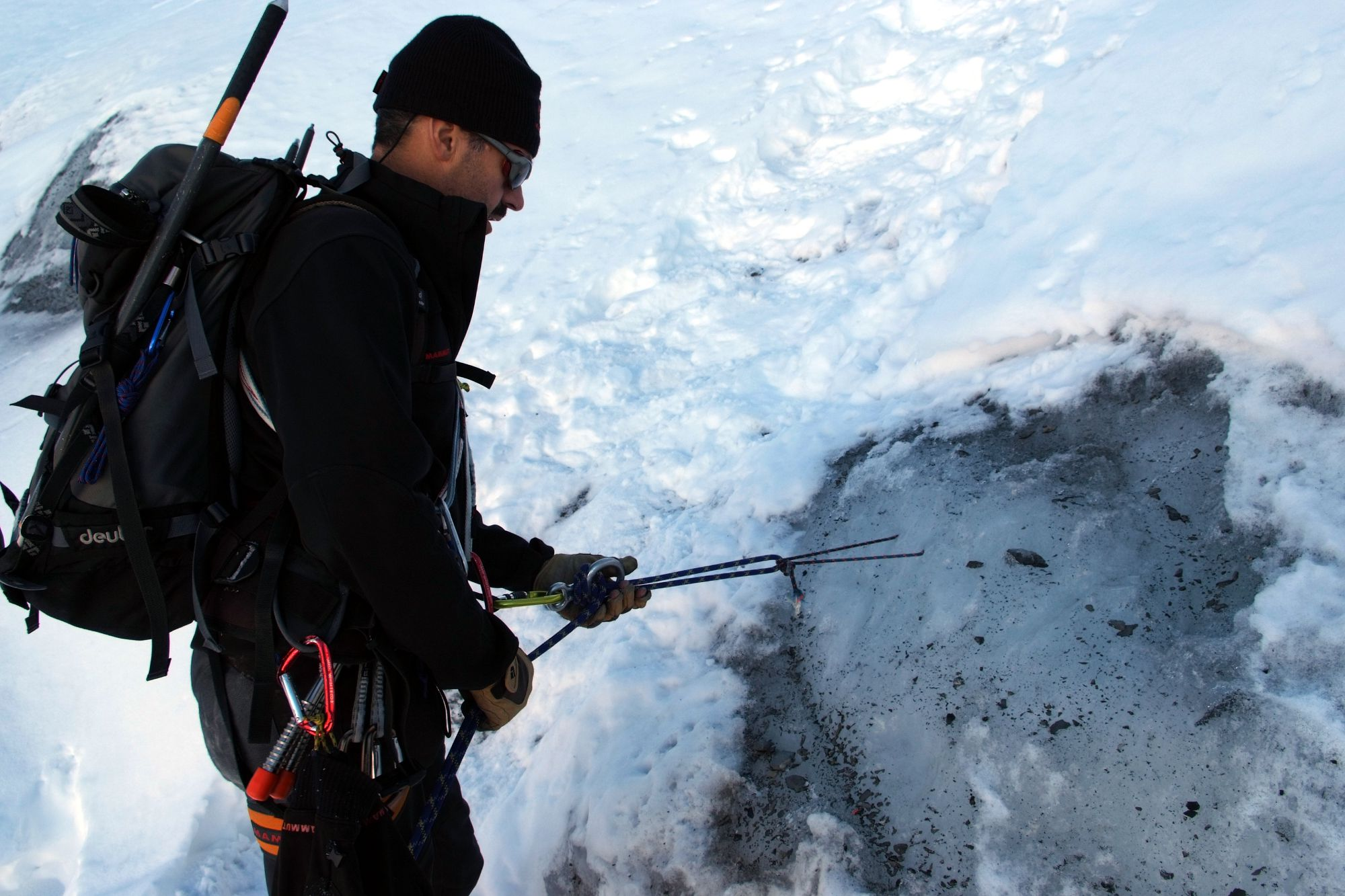
Rappel sur un abalakov.

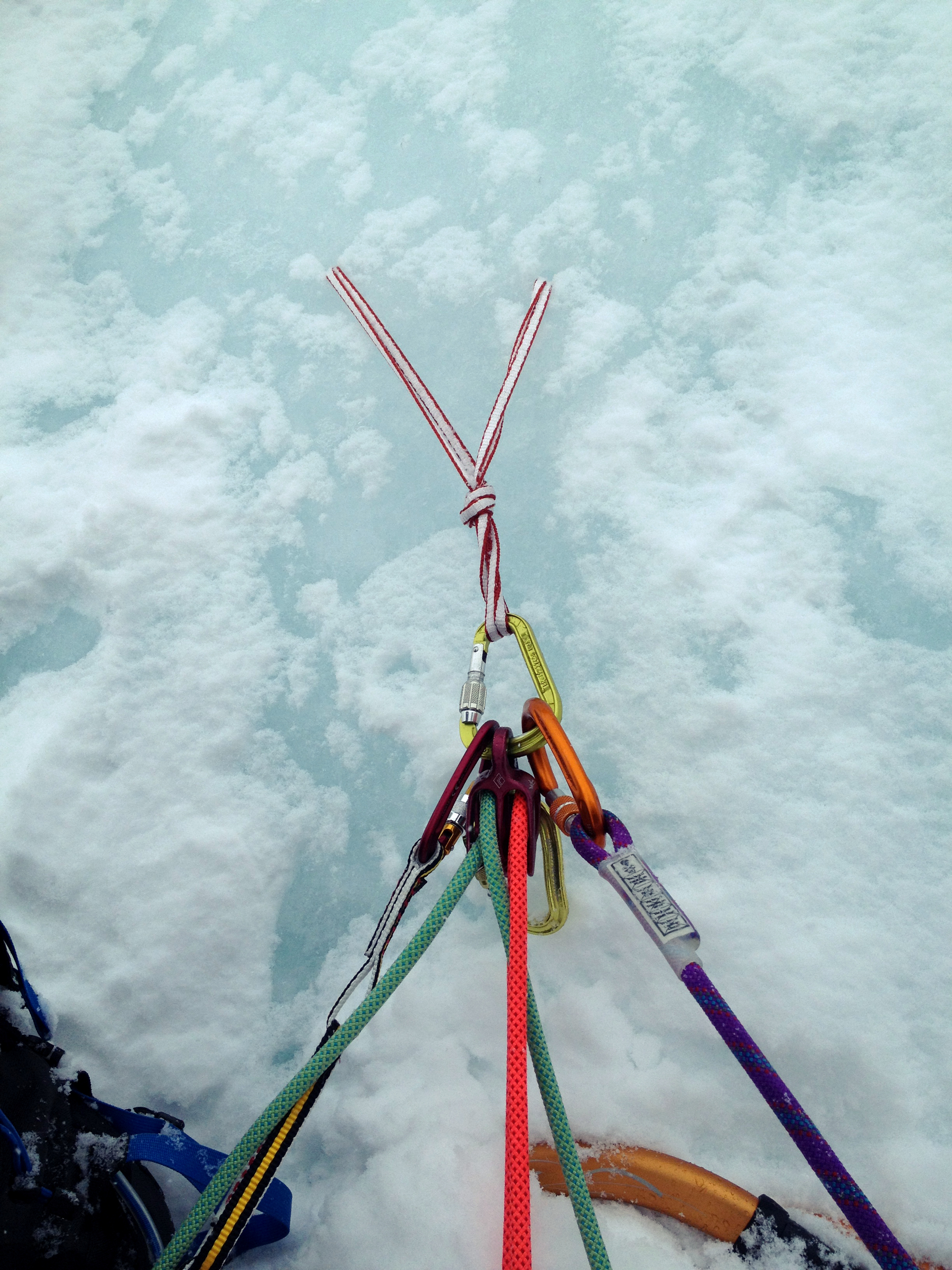
Relais sur un abalakov.

Pour les articles homonymes, voir Abalakov.
L'abalakov (un type de lunule) est un procédé d’assurage en escalade glaciaire consistant à former, grâce à un outil spécifique, une boucle au sein même de la glace, dans le but d’y glisser une corde pour installer un point de protection. Ce point peut être utilisé pour assurer la progression, mais également pour effectuer un rappel. Du fait de sa fiabilité et de sa facilité de réalisation, il est considéré comme une des plus importantes innovations en escalade glaciaire.
Le nom de la technique vient de son inventeur Vitali Abalakov, un alpiniste soviétique qui l'a mis au point dans les années 1930. Par effet d’antonomase, l’usage est de masculiniser abalakov : un abakalov, une lunule.

## Utilisations
La réalisation d’un abalakov est une méthode couramment utilisée pour se protéger contre la chute en cascade de glace, car elle est facile à réaliser, ne nécessite pas l'abandon de matériel coûteux sur le terrain et s'avère fiable si elle est exécutée correctement. Plusieurs abalakov sont ainsi souvent utilisés en cas de voie de plusieurs longueurs.
Il peut aussi être utilisé en ski de pente raide comme point d'assurage sur glace.

## Réalisation
Un abalakov peut être réalisé avec une broche à glace, minimum 18 cm, 80 cm de cordelette et un crochet à lunule.  
1. Deux trous, séparés de 20 cm[4] (à adapter selon la longueur de la broche à glace utilisée), sont percés dans la glace à l'aide de la broche à glace, verticalement ou horizontalement. Le but est que ces deux trous se rejoignent au sein de la glace, pour former un V débouchant.
2. La cordelette est passée dans un trou et récupérée avec le crochet à lunule. Un nœud sécurisant est réalisé (typiquement un nœud de pêcheur double), en laissant assez de marge par rapport à la paroi.
3. La boucle ainsi réalisée est alors utilisée pour assurer la progression, ou faire le rappel ou le relais : la corde de rappel est passée dans la boucle de l’abalakov.

Les abalakovs ne doivent être réalisés que dans la glace solide et de préférence verticalement, car la résistance est alors plus importante,. Un abalakov doit toujours être testé avant d'être utilisé. Idéalement, on sécurisera l’abalakov avec une seconde broche, mise en sauvegarde à distance raisonnable de celui-ci et raccordée par une dégaine directement sur la corde de progression, de rappel ou de relais. Si la glace n'est pas assez solide, il est possible de faire un deuxième abalakov pour équilibrer la force de traction, ou de passer par un autre chemin.
En cas d’abalakov réalisé pour assurer un rappel, c’est la personne la plus lourde de la cordée qui part en premier. Le dernier de cordée, avant son rappel, récupère la broche à glace et descend en étant assuré par la cordelette de l’abalakov uniquement.
Faire des abalakovs avec de la cordelette requiert de laisser un brin de cordelette une fois quitté le relais. C'est inesthétique et surtout polluant pour l'environnement. Il est recommandé, en cas de rappel sur abalakov et si et seulement si la glace le permet (c'est-à-dire qu'elle n'est pas humide, présentant de l'eau qui coule à une température ambiante négative, ce qui occasionnerait un regel rapide) d'utiliser directement la corde de rappel dans le trou de l'abalakov. On parle de lunule « sèche. » Une fois le relais atteint, on rappelle la corde en tirant simplement dessus, ce qui libère le trou débouchant, ne laissant ainsi aucun matériel au relais.